# Vitry-en-Artois
Vitry-en-Artois is een gemeente in het Franse departement Pas-de-Calais (regio Hauts-de-France). De plaats maakt deel uit van het arrondissement Arras. Vitry-en-Artois telde op 1 januari 2022 4.842 inwoners.

## Geografie
De oppervlakte van Vitry-en-Artois bedroeg op 1 januari 2022 18,78 vierkante kilometer; de bevolkingsdichtheid was toen 257,8 inwoners per km².

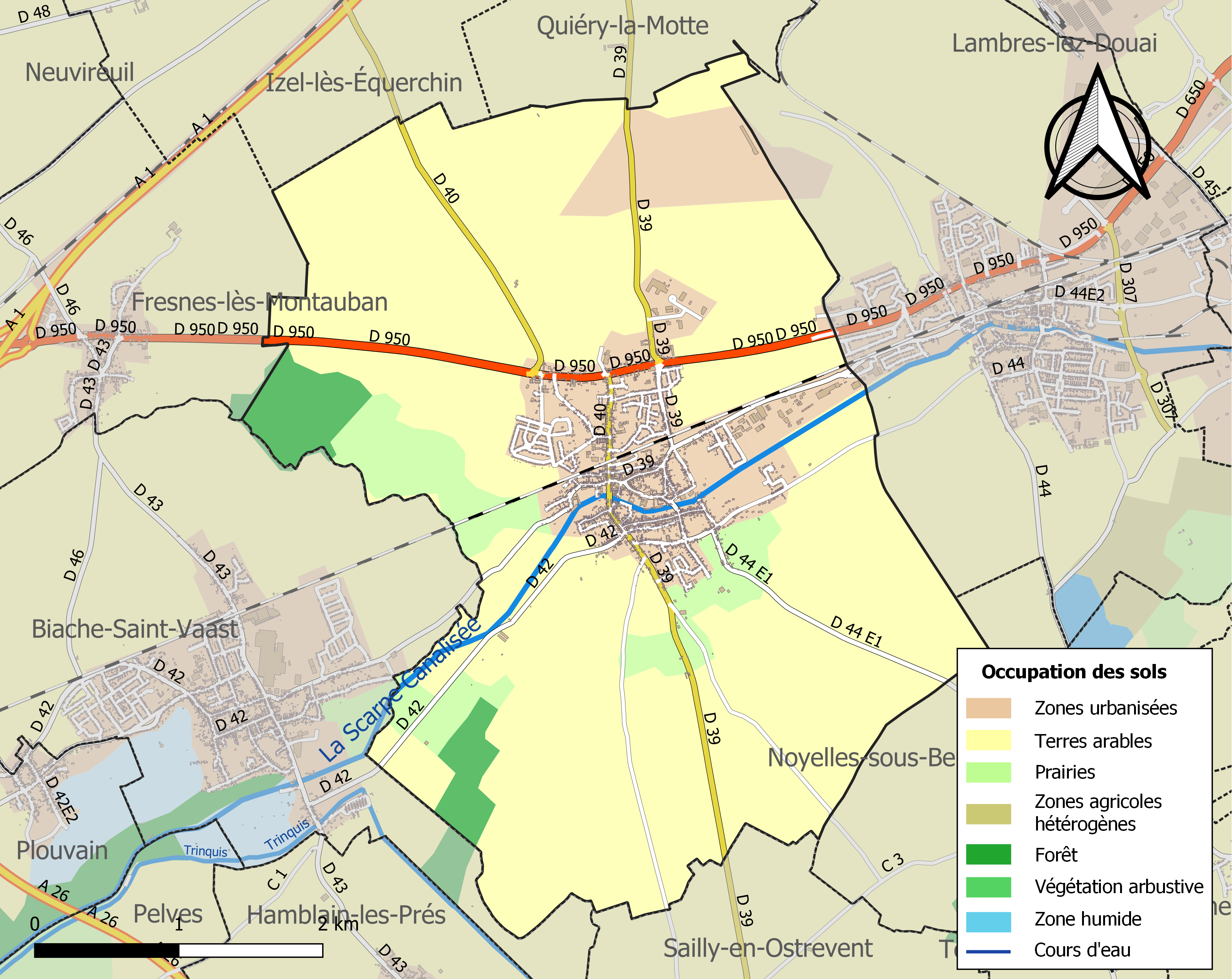
Kaart van de gemeente met belangrijkste infrastructuur, bodemgebruik en omliggende gemeenten

## Verkeer en vervoer
In de gemeente ligt spoorwegstation Vitry-en-Artois.

## Demografie
Onderstaande figuur toont het verloop van het inwonertal (bron: INSEE-tellingen).

## Geboren
- Philippe de Vitry (1291-1361), componist, muziektheoreticus, bisschop, dichter en diplomaat